# Artenschwarm
Als Artenschwarm wird in der Evolutionsbiologie eine Gruppe sehr nahe verwandter Arten bezeichnet, die sich in einem isolierten Gebiet aus einer Ursprungsart entwickelt haben und heute im gleichen Gebiet nebeneinander existieren. Im Zuge einer adaptiven Radiation hat sich die wenig spezialisierte Art an die vorhandenen unterschiedlichen Umweltverhältnisse angepasst und besetzt ökologische Nischen.

## Beispiele
Ein Beispiel für einen Artenschwarm sind die Arten der Darwinfinken, die von Charles Darwin beobachtet wurden, und sich auf den Galapagosinseln verschiedenen ökologischen Nischen anpassten.
Die Antarktisfische sind eine Gruppe von über 100 Meeresfischarten, die im Südlichen Ozean leben können, da Glykoproteine in ihrem Blut ein Erfrieren bei Temperaturen um und unter den Gefrierpunkt verhindern. Weitere Artenschwärme sind die vielen Buntbarscharten in den großen Seen Ostafrikas, die Hamletbarsche der Karibik und die Steinkorallen der Gattung Acropora in den Korallenriffen des tropischen Indopazifik.

## Abgrenzung
Nicht zwingend dasselbe versteht man unter dem häufig verwendeten Begriff Artkomplex (auch Artenkomplex oder kurz -Komplex). Auch hierbei versteht man in der Biologie eine Gruppe von Arten, die durch Gemeinsamkeiten, seien es eine nähere genetische Verwandtschaft oder ähnliches Aussehen, als Gruppe ansprechbar sind. Die einzelnen Mitglieder sind dabei nicht unbedingt bereits nominell beschrieben. Im Gegenteil sind die Artverhältnisse oftmals noch unklar. Im Unterschied zum Artenschwarm kann der Artenkomplex mit weniger Mitgliedern (schon zwei bilden hierbei einen Komplex) auskommen. Zur Verdeutlichung: Die gesamten Cichliden des Malawisees oder die Großgruppen (Mbuna und sogenannte "Malawi-Haplochromis") bilden jeweils einen Artenschwarm, die "Blauschwarzen Zebras" aus der Gruppe der Mbuna bilden einen Artenkomplex. Die Großbarben des Tanasees in Äthiopien hingegen sind Artenkomplex und Artenschwarm in Einem. Es ist auch nicht festgelegt, dass die Mitglieder eines Artenkomplexes im gleichen Gebiet nebeneinander vorkommen müssen, wie dies bei einem Artenschwarm der Fall ist. Ein Artenkomplex kann z. B. auch aus Zwillingsarten (engl. sibling species) bestehen, im Extremfall enthält er kryptische Arten. Das Taxon des bekanntesten Gruppenmitglieds wird dabei meist namensgebend für die Gruppe verwendet.